# Gutmannseichen
Gutmannseichen ist eine Ortschaft in der Gemeinde Windeck im Rhein-Sieg-Kreis. Sie liegt auf der Herchener Höhe und auf dem Nutscheid.
Gutmannseichen ist in der Umgebung als Kapellenort bekannt. Die Kapelle St. Josef ist sonntags geöffnet. Im Mai finden donnerstags, abends Maiandachten statt, im Oktober Rosenkranzandachten.

## Geschichte
Gutmannseichen wurde 1483 erstmals erwähnt als Goitsmanseichen.
Gutmaneichen hatte 1885 21 Häuser und 91 Einwohner.
1950 wohnten hier der Tagelöhner Christian Kehlenbach, der Landwirt August Krämer, der Briefträger Wilhelm Sauer, der Holzarbeiter Wilhem Happ und die Landwirte Barthel Becker, Johann und Bertram Müller, Karl Butt sowie Witwe Margarete Müller.